# Mellre Fulusjön
Mellre Fulusjön är en sjö i Älvdalens kommun i Dalarna och ingår i Dalälvens huvudavrinningsområde. Sjön har en area på 0,828 kvadratkilometer och ligger 640,1 meter över havet. Sjön avvattnas av vattendraget Fulan.

## Delavrinningsområde
Mellre Fulusjön ingår i det delavrinningsområde (685534-132983) som SMHI kallar för Utloppet av Mellre Fulusjön. Medelhöjden är 700 meter över havet och ytan är 7,98 kvadratkilometer. Räknas de 3 avrinningsområdena uppströms in blir den ackumulerade arean 22,37 kvadratkilometer. Fulan som avvattnar avrinningsområdet har biflödesordning 3, vilket innebär att vattnet flödar genom totalt 3 vattendrag innan det når havet efter 540 kilometer. Avrinningsområdet består mestadels av skog (83 procent). Avrinningsområdet har 0,87 kvadratkilometer vattenytor vilket ger det en sjöprocent på 10,8 procent.